# Marquess Camden

Wappen des Marquess Camden

Marquess Camden ist ein erblicher britischer Adelstitel in der Peerage of the United Kingdom.
Familiensitz der Marquesses war bis in die frühen 1980er Jahre Bayham Abbey Estate bei Tonbridge in Kent und ist heute Wherwell House bei Andover in Hampshire.

## Verleihung und nachgeordnete Titel

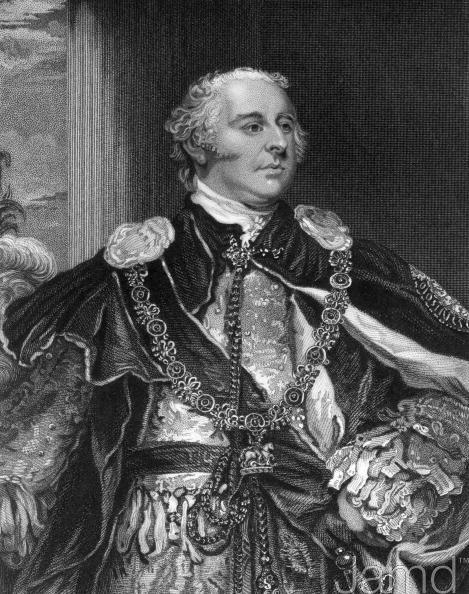
John Pratt, 1. Marquess Camden

Der Titel wurde am 7. September 1812 an John Pratt, 2. Earl Camden verliehen, zusammen mit dem nachgeordneten Titel Earl of the County of Brecknock, beide in der Peerage of the United Kingdom. Von seinem Vater hatte er 1794 den ihm am 17. Juli 1765 verliehenen Titel Baron Camden, of Camden Place in the County of Kent, und die ihm am 13. Mai 1786 verliehenen Titel Earl Camden und Viscount Bayham, of Bayham Abbey in the County of Kent geerbt, die alle zur Peerage of Great Britain gehören und seither nachgeordnete Titel des Marquess sind.
Seinem Sohn, dem späteren 2. Marquess, wurde bereits am 8. Januar 1835 durch einen besonderen königlichen Beschluss (Writ of Acceleration) vorzeitig der nachgeordnete Titel seines Vaters Baron Camden vererbt, um ihn vorzeitig ins House of Lords zu berufen.
Der älteste Sohn des Marquess führt als Heir apparent den Höflichkeitstitel Earl of Brecknock, dessen ältester Sohn denjenigen des Viscount Bayham.

## Liste der Earls und Marquesses Camden

### Earls Camden (1786)
- Charles Pratt, 1. Earl Camden (1713–1794)
- John Pratt, 2. Earl Camden (1759–1840) (1812 zum Marquess Camden erhoben)

### Marquesses Camden (1812)
- John Pratt, 1. Marquess Camden (1759–1840)
- George Pratt, 2. Marquess Camden (1799–1866)
- John Pratt, 3. Marquess Camden (1840–1872)
- John Pratt, 4. Marquess Camden (1872–1943)
- John Pratt, 5. Marquess Camden (1899–1983)
- David Pratt, 6. Marquess Camden (* 1930)

Heir apparent ist der Sohn des aktuellen Marquess, James Pratt, Earl of Brecknock (* 1965).

## Trivia
Camden Town in London ist nach dem 1. Earl Camden benannt.